# Stenopogon mojavae
Stenopogon mojavae là một loài ruồi trong họ Asilidae. Stenopogon mojavae được Wilcox miêu tả năm 1971. Loài này phân bố ở vùng Tân Bắc giới.